# 猴耳环
猴耳环（学名：Pithecellobium clypearia）为豆科猴耳环属下的一个种。

## 扩展阅读
維基物種上的相關：猴耳环